# Ганцева, Лидия Ивановна
Лидия Ивановна Га́нцева (6 января 1938, д. Красивая Поляна, Нуримановский район — 3 июля 2000) — Герой Социалистического Труда (1966). Доярка в Уфимском совхозе, в одном из его отделений. Уже на второй год работы получила от каждой коровы по 3944 кг молока. В 1957 г. Ганцева побывала на Всесоюзной сельскохозяйственной выставке. В 1960 г. ей присвоили звание ударника коммунистического труда и Советское правительство наградило медалью «За доблестный труд».  В 1966 г. — Герой Социалистического Труда.